# Korenovsk
Korenovsk - Кореновск (rus) és una ciutat al krai de Krasnodar. Es troba a la vora del Beissujok Esquerre, afluent del riu Beissug. És a 57 km al nord-est de Krasnodar. Pertanyen a aquesta ciutat els khútors de Malióvanni, Svobodni i Iujni, i el possiólok de Mirni.

## Història
Korenovsk fou fundada el 1794 com un assentament dels cosacs de la mar Negra (amb uns 572 colons). El seu nom deriva del de Korenivka, a la província de Jitómir d'Ucraïna. Des de mitjan segle xix esdevingué una stanitsa amb el nom de Korenóvskaia. El 1833 s'hi construí l'església de fusta de Sant Sava.
L'arribada del ferrocarril el 1888 a l'estació de Statxnino de la vila va supondre una empenta al desenvolupament econòmic. La població, que el 1867 era de 3.825 habitants, el 1897 passà a 10.104, i el 1909 a 18.079 habitants. S'hi obrí un molí de vapor, una fàbrica d'oli i una pastisseria.
Després de la revolució bolxevic s'hi construí una planta d'energia hidroelèctrica, una fàbrica de sucre, un hospital i una escola. Fou ocupada durant sis mesos durant la Segona Guerra Mundial (1942-1943) per la Wehrmacht de l'Alemanya nazi. El 21 de juliol del 1961 la vila rebé l'estatus de ciutat i el seu nom actual.

## Demografia
| 1794 | 1867  | 1897   | 1909   | 1959   | 1970   | 1979   | 1989   | 2002   | 2009   | 2014   |
| ---- | ----- | ------ | ------ | ------ | ------ | ------ | ------ | ------ | ------ | ------ |
| 572  | 3.825 | 10.104 | 18.079 | 18.200 | 26.300 | 34.900 | 35.800 | 40.844 | 41.742 | 41.330 |